# Boule et Bill
Pour les articles homonymes, voir Boule et Bill (homonymie).

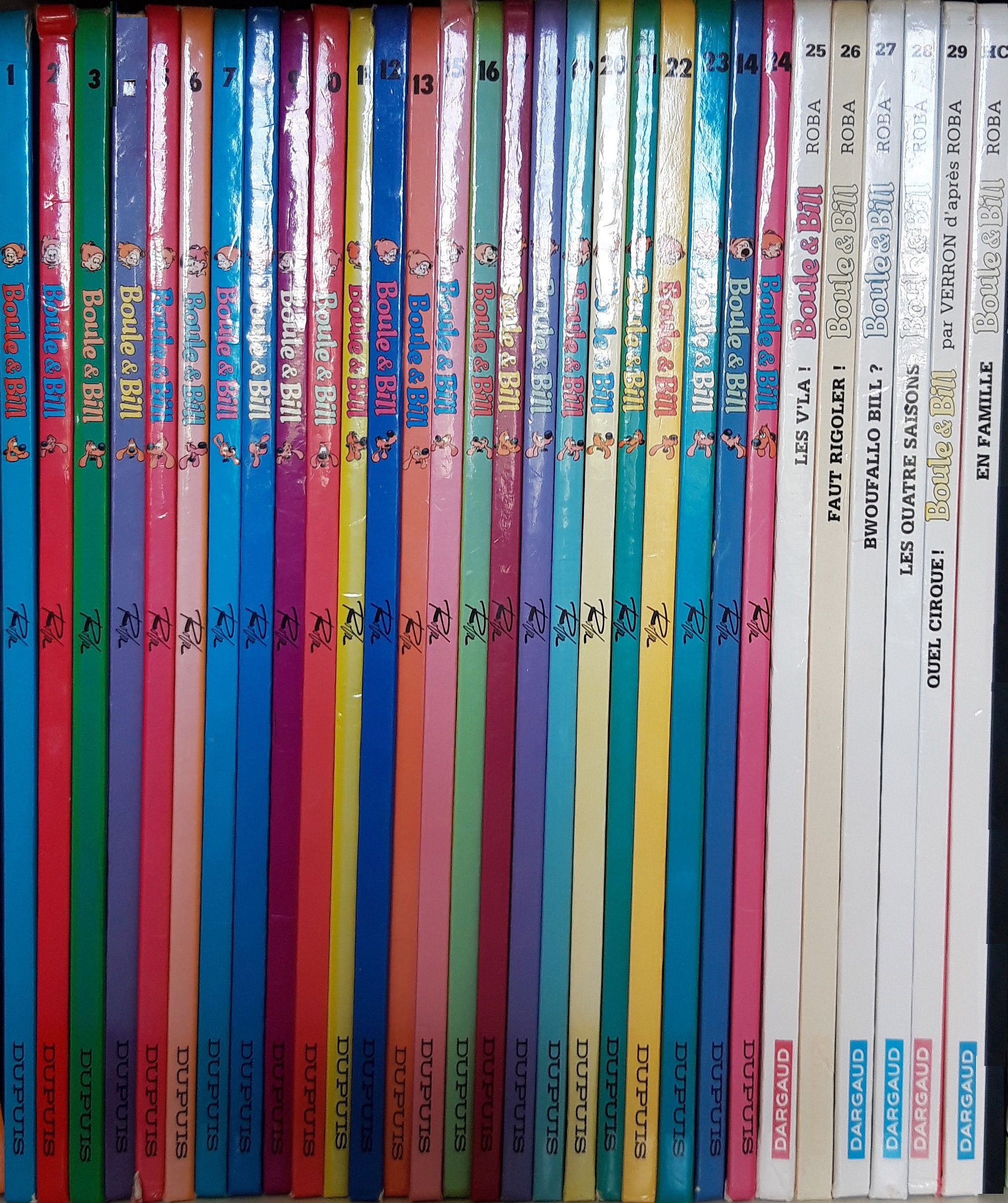
Boule et Bill 1 à 29.

Boule et Bill est une série de bande dessinée jeunesse humoristique belge, nommée d'après ses deux personnages principaux. Créée en 1959 par Jean Roba, elle a été reprise en 2003 par Laurent Verron puis fin 2016 par le scénariste Christophe Cazenove et le dessinateur Jean Bastide.
Ils ont été rendus célèbres par le magazine de bande dessinée belge Spirou, où ils apparaissent pour la première fois dans le numéro 1132. Il s'agit alors d'une courte histoire imaginée en collaboration avec Maurice Rosy et Vicq. Après deux histoires complètes, leurs aventures sont publiées en série sous forme de gags hebdomadaires. Après plusieurs décennies d'existence, les albums Boule et Bill sont devenus l'une des séries de bande dessinée jeunesse les plus populaires du monde francophone avec plus de 25 millions d'exemplaires vendus.
Les aventures de Boule et Bill ont fait l'objet de plusieurs adaptations en série télévisée d'animation (1975, 2005 et 2015). Elles ont aussi eu droit à une adaptation au cinéma en 2013 et d'une suite en 2017.
Une statue de Boule et Bill, réalisée par le sculpteur bruxellois Tom Frantzen en juillet 2000, a été érigée avec l'aide de la commune de Jette (Belgique) au Rond-Point Boule et Bill, à quelques dizaines de mètres du lieu où a habité Roba durant plusieurs décennies.

## Synopsis
La série raconte les aventures familiales d’un garçon de 7 ans, Boule, et de son chien, un cocker appelé Bill. Sont aussi présents la mère et le père de Boule, Caroline la tortue, la voisine et son chat Caporal, etc. Elle se compose d'une série de gags, répartis en plusieurs albums, à l'exception de Globe-trotters, qui constitue une histoire complète. La plupart des gags se produisent dans ou autour de la maison, mais la famille part également en vacances, à la plage ou à la montagne. Boule semble plutôt avoir 12 ans dans l'album Une vie de chien ! (tome 9, planche 53) : il exprime sa mauvaise humeur en dénonçant pêle-mêle les mathématiques modernes et l'enseignement rénové.[réf. nécessaire]

## Personnages

### Personnages principaux

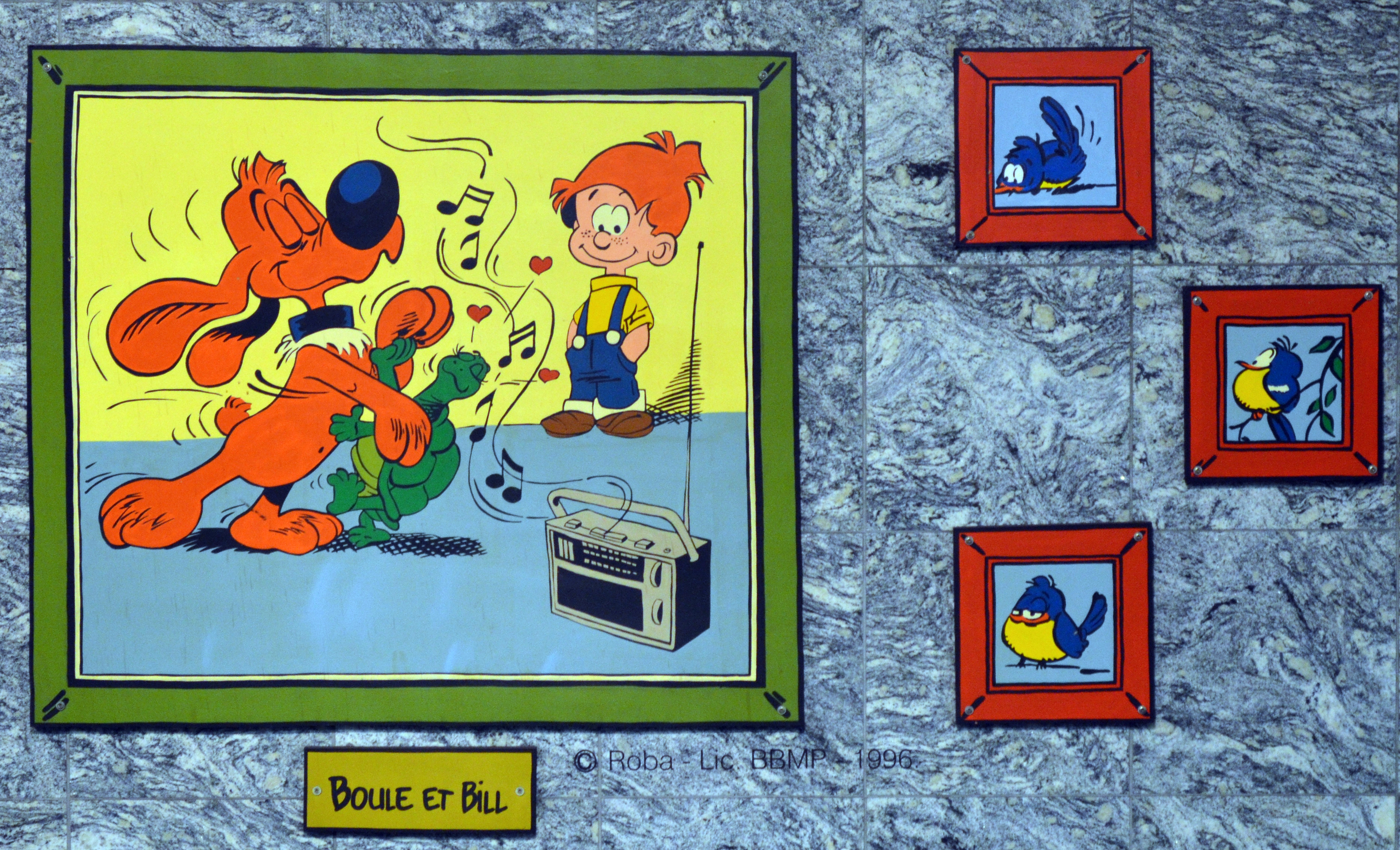
Boule, Bill, la tortue Caroline et plusieurs oiseaux, représentés dans la station de métro « Janson » à Charleroi en Belgique.

- Boule, un petit garçon à la chevelure rousse, est à la fois le maître et l'ami de Bill, son chien. Il est toujours habillé de la même salopette bleue et d'un tee-shirt jaune. Son âge (sept ans) n'est mentionné qu'une fois. Le nom de Boule est inspiré du surnom « Bouboule » que le fils de Jean Roba, Philippe, avait à l'école parce qu'il était un peu rondouillard[2].
- Bill est un cocker anglais, qui, s'il ne parle pas aux humains, arrive à s'en faire comprendre au moyen de ses longues oreilles, qu'il peut orienter à son gré, ce qui donne lieu à divers gags[3]. En revanche, il peut communiquer avec les autres animaux, notamment avec sa meilleure amie, Caroline, la tortue de la famille. Il est très rusé et habile lorsqu'il s'agit de trouver de la nourriture. Il aime dormir et monter sur le canapé mais déteste les bains. Bill était le nom du chien de Jean Roba[4].
- Les parents de Boule sont les archétypes du père et de la mère de famille des années soixante. La mère de Boule, Carine, joue principalement le rôle de maîtresse de maison, par exemple en réparant les dégâts causés par Boule et Bill, et parfois même de son mari. À la fois ami et père, le père de Boule (Pierre), essaye d'éduquer son fils en profitant de chaque occasion pour lui faire découvrir de nouvelles choses. Malheureusement, il se retrouve souvent en situation difficile, trop sûr de son savoir et refusant d'avouer ses erreurs devant Boule. Publicitaire, il travaille sous les ordres de Monsieur Coupon-Dubois et a pour mission de trouver des slogans pour des campagnes de radio ou d'affiches. Il conduit une 2CV rouge. Leurs noms ont été mentionnés à partir de la série d'animation 2005, mais jamais dans la BD.
- Caroline est la tortue de la famille. Il s'agit d'une tortue terrestre grecque qui vit dans le jardin, et dont la capacité à déterrer des os fait, au départ, peur à Bill, avant que celui-ci n'apprenne qu'elle raffole plutôt de la salade. Depuis, les deux sont devenus les meilleurs amis du monde ; leurs discussions sont souvent prétexte à une (légère) critique des êtres humains. Caroline est insomniaque et adore l'action ; elle s'adonne au bobsleigh, à la balançoire et à bien d'autres jeux. On peut même penser à plusieurs reprises qu'elle est amoureuse de Bill.
- Pouf est le meilleur ami de Boule. Il ne pense qu'à jouer aux Indiens, au football et aux pirates. Un peu boudeur, il ne voit rien à cause de la longue frange de cheveux qui lui cache les yeux. Bill ne s'entend pas toujours très bien avec Pouf et lui joue parfois des tours.

### Personnages secondaires
- Le cousin Alfred et Elliott : sympathique parent de la famille, le cousin Alfred habite avec sa femme en Bretagne. Il travaille sur un porte-avion[5]. Dans le tome 31, on apprend également qu'il possède un chien, Elliott, avec qui Bill ne s'entend pas très bien, en le qualifiant de goinfre, voleur et fainéant [6]. Ils n'apparaissent que dans quelques gags.
- Madame Mylène Stick et Caporal : veuve de colonel, Madame Stick est la très autoritaire voisine de la famille de Boule. Elle est la maîtresse d'un chat siamois, appelé Caporal, qui est l'ennemi juré de Bill.
- Frank et T.Rex : surnommé « la racaille du quartier » par Boule, il terrorise les enfants du coin. Il a un chien, tout aussi bête et méchant que lui, baptisé T.Rex. Ils deviennent rapidement des ennemis envahissants pour Boule et Bill, mais ces derniers ne sont jamais à court d'idées pour leur échapper ou les tourner en ridicule.
- Gérard : jeune garçon snob et vantard, qui possède un chien à son image, apparaissant de temps à autre dans la série, il finit toujours ridiculisé par les stratagèmes de Boule et Bill et de ses amis.
- Hildegarde : il s'agit de la cousine campagnarde de Pouf. Elle n'apparaît que sur quatre planches de la série.
- Noisette : cette jolie brunette apparaît dès les premiers tomes mais se fait plus rare par la suite. Boule n'est pas indifférent à son charme.
- John-Cadre d'Hinnamich : dans l'album Globe-trotters, où la famille de Boule gagne un tour du monde, il est l'accompagnateur dévoué de ces derniers. Il est l'archétype du jeune cadre zélé, toujours accroché à l'horaire et ne faillissant jamais à sa mission. On peut l'appeler J-C. Son nom est un jeu de mots avec « jeune cadre dynamique ».
- L'agent 22 : c'est le policier du quartier où réside la famille de Boule et Bill. Il est grand enfant et gaffeur. Il a inspiré Raoul Cauvin pour la série L'Agent 212 des années après[réf. souhaitée].
- Le boucher : grand ami de Bill, il lui donne toujours des os.
- L'instituteur : Peu sévère. Il doit surtout empêcher Boule d'emmener Bill en classe. Roba lui a donné les traits de Morris.
- Le voleur : certes, beaucoup de voleurs et autres brigands croisent la route de Boule et Bill. Mais un seul se lie d'amitié avec Bill, en lui apportant des cadeaux pour son anniversaire ou en lui allumant la télévision lors de ses périodes d'insomnie[7]. Cette grande histoire d'amitié dure depuis déjà plusieurs tomes, depuis que Bill lui donna son matériel de toilette pour échapper au bain. Il rend aussi quelquefois service à leur insu à la famille quand ces derniers s'absentent en entretenant la maison.
- M. Coupon-Dubois : le patron du père de Boule. Publicitaire, c'est un grand sportif qui convie régulièrement son employé à partager ses activités (golf, tennis, tir aux pigeons vivants), disciplines auxquelles le père de Boule est loin d'exceller.
- Pluche[8] : parmi les amis de Bill, Pluche est l'un de ceux qui apparaît le plus régulièrement dans la BD. Ce chien blanc, avec une grosse tache noire qui lui couvre presque tout le dos, est aussi imposant que gentil. Docile et un peu pataud, il cache tout ce dont il a besoin dans ses longs poils.
- Vittorio : ce petit garçon brun apparaît en tant que personnage régulier dès le tome 29. Il vit avec un cirque qui s'est installé en ville et possède pleins d'animaux exotiques dont un caméléon (Harold), un éléphant (Bruno), un crocodile végétarien (Gaspard) ou encore des pingouins (les frères Karamazov)[9]. Il devient très vite l'un des meilleurs amis de Boule et Bill.
- Les autres chiens de la bande : d'autres chiens sont régulièrement cités et apparaissent souvent dans les différents albums. Principalement :
  - Rip, autre ami de Bill, ce chien caramel, avec des taches et des oreilles noires, apparaît souvent dans les gags, lorsque la bande de Bill se réunit, notamment pour l'anniversaire de ce dernier.
  - Flip a un poste très important à l'aéroport, à la brigade des stupéfiants, a qui il doit son regard halluciné[10].
  - Blacky, un chien noir avec une tache blanche sur le poitrail, apparaît à quelques reprises dans la série.
  - Présentée comme une copine dans l'un des gags, une jolie bouledogue dont le nom n'est jamais mentionné apparaît souvent aux côtés de la bande. Elle est reconnaissable à son collier de perles rouges. Elle n'hésite pas à intervenir en compagnie de Pluche et Rip lorsque le père de Boule veut essayer sur Bill le DOG-O-Matic, un engin censé laver les chiens[11].

## Publication

Logo de la série.

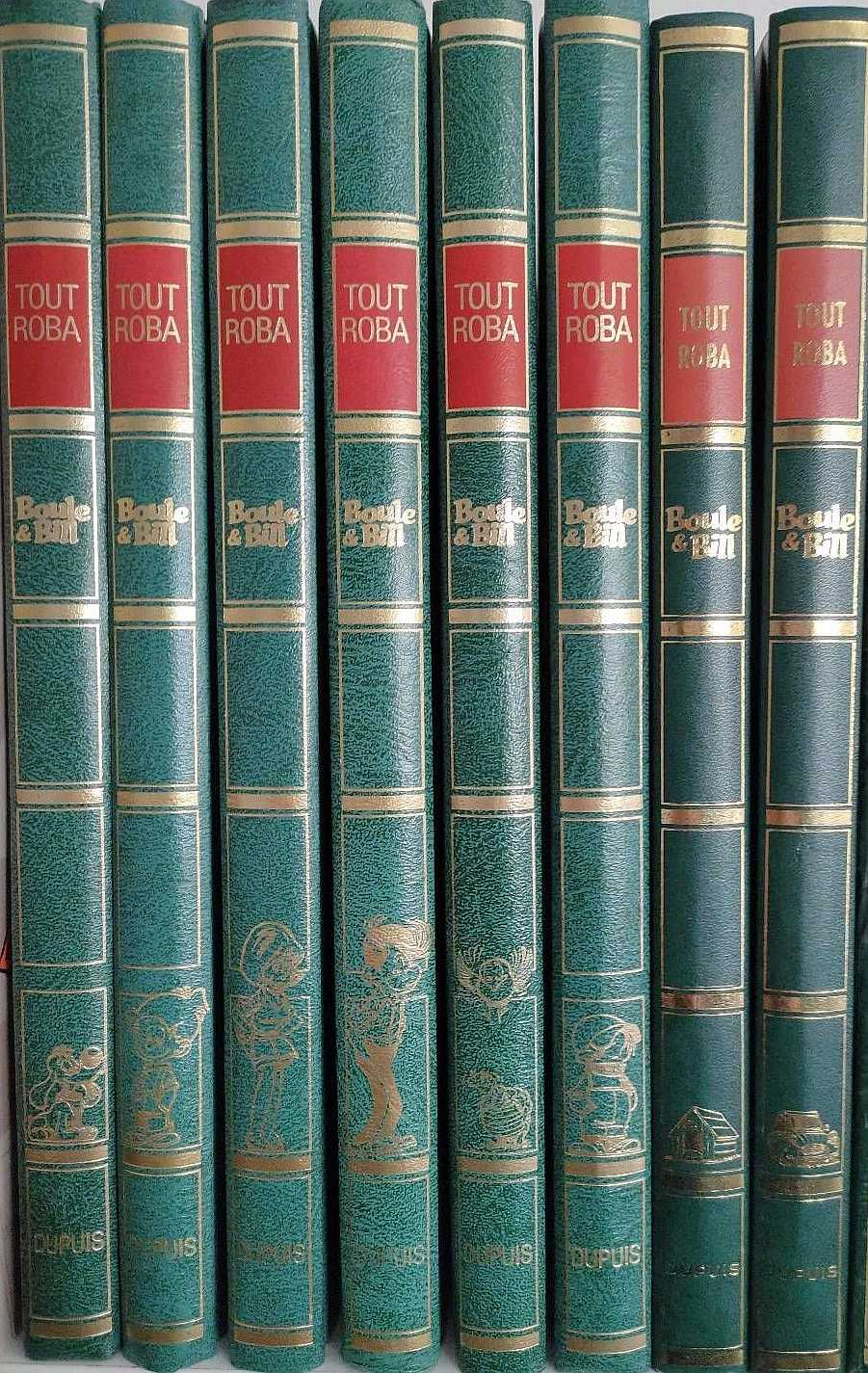
Boule et Bill aux éditions Rombaldi.

### Pré-publications
La première histoire Boule contre les mini-requins, en collaboration avec Maurice Rosy, est parue sous la forme d'un mini-récit dans le Journal de Spirou n°1132 du 24 décembre 1959. L'année suivante, l'histoire courte Poisson vole est publiée dans le no 1146 et porte les numéros de gags 1 à 4. Puis à partir du no 1169, un gag est publié de manière hebdomadaire jusqu'en 1980. Des histoires sont également présentés jusqu'en 1987, jusqu'au gag 978 dans le no 2568.

### Albums
Les albums de Boule et Bill ont d'abord été publiés aux éditions Dupuis, puis à partir de 1987 aux éditions Dargaud Benelux.
En 40 ans, il s'en est vendu près de 25 millions d'exemplaires et ils ont été traduits en une quinzaine de langues.

#### Éditions Dupuis
- 0 : Boule contre les mini-requins, puis première édition en 1978 chez Yann Rudler et réédité par la suite dans la collection Trésors des mini-récits chez Dupuis en 1985[14],[15].
- 1. 60 gags de Boule et Bill N° 1, 1962
- 2. 60 gags de Boule et Bill N° 2, 1964
  - Première version en 1964, rééditée en 1965 pour censure. Certains gags sont alors qualifiés par la commission de censure française de cruautés envers les animaux. Les gags censurés ré-apparaissent dans la réédition de 1967[16],[17].
- 3. 60 gags de Boule et Bill N° 3, 1966
- 4. 60 gags de Boule et Bill N° 4, 1967
- 5. 60 gags de Boule et Bill N° 5, 1969
- 6. 60 gags de Boule et Bill N° 6, 1970
- 7. Album N° 7 des gags de Boule et Bill, 1971
- 8. Papa, Maman, Boule et… Moi ! et Nous !, 1972
- 9. Une vie de chien !, 1973
- 10. Attention chien marrant !, 1974
- 11. Jeux de Bill, 1975
- 12. Ce coquin de cocker, 1976
- 13. Carnet de Bill, octobre 1976
- 14. Ras le Bill !, juin 1977. Prix de la meilleure œuvre comique étrangère au festival d'Angoulême 1978[18].
- 15. Bill, nom d'un chien !, 1978
- 16. Souvenirs de famille, 1979
- 17. Tu te rappelles, Bill ?, 1980
- 18. Bill est maboul, 1980. Alfred Enfant au festival d'Angoulême 1981
- 19. Globe-trotters, 1982
- 20. Strip cocker, 1984
- 21. Billets de Bill, 1987

En 1999, à l'occasion des 40 ans de la série, la collection a été refondue : les albums, qui comportaient auparavant 64, 56 ou 48 pages, sont uniformisés en 44 planches et les huit premiers volumes sont recolorisés. Leur nombre passe ainsi de 21 à 24. En 2008 ces albums sont nommés :
1. Tel Boule, tel Bill
2. Boule et Bill déboulent
3. Les copains d'abord
4. Système Bill
5. Bulles et Bill
6. Tu te rappelles, Bill ?
7. Bill ou face
8. Souvenirs de famille
9. Le fauve est lâché
10. Bill, chien modèle
11. Bill de match
12. Sieste sur ordonnance
13. Papa, Maman, Boule et… Moi ! et Nous !
14. Une vie de chien !
15. Attention chien marrant !
16. Jeux de Bill
17. Ce coquin de cocker
18. Carnet de Bill
19. Ras le Bill !
20. Bill, nom d'un chien !
21. Bill est maboul
22. Globe-trotters
23. Strip cocker
24. Billets de Bill

Collection du Carrousel chez Dupuis
- 1. Boule et Bill en pique-nique, 1966
- 28. Boule et Bill, la maison perdue, 1968
- 36. Boule et Bill à la montagne, 1969

#### Éditions Dargaud Benelux
1. 22 ! V'là Boule et Bill !, 1988
2. Faut rigoler !, 1991
3. Bwouf allo Bill ?, 1996

En 1999, la collection a été refaite à la suite de celle de Dupuis. Les albums de Dargaud Benelux ont simplement changé de numéro. Dès le tome 29, Laurent Verron prend la suite de Roba et signe désormais les dessins de Boule et Bill. Le scénario est assuré par Cric, Pierre Veys et Diego Aranega.
1. Les v'là !
2. Faut rigoler !
3. Bwouf allo Bill ?
4. Les Quatre Saisons, 2001
5. Quel cirque !, 2003
6. La Bande à Bill, 2005
7. Graine de cocker, 2007
8. Mon meilleur ami, 2009
9. À l'abordage !!, 2011
10. Un amour de cocker, 2013
11. Roule ma poule !, 2014
12. Flair de cocker, 2015

Fin 2016 paraît le 37e album, signé par le scénariste Christophe Cazenove et le dessinateur Jean Bastide.
1. Bill est un gros rapporteur !, 2016
2. Symphonie en Bill majeur, 2017
3. Y a d'la promenade dans l'air, 2018
4. Bill à facettes, 2019
5. Bill se tient à Caro, 2020
6. Royal taquin, 2021
7. L'Échappée Bill, 2022
8. Te fais pas d'Bill, 2023
9. Bill donne sa langue au chat, 2024

#### Anthologies
- Plumes, poils et compagnie, 2003
- En vadrouille, 2004
- Jeux d'hiver, 2004
- Home sweet home, 2004

#### Hors collection
- L'Album de famille de Boule & Bill, 1987
- Boule & Bill en famille, 1997
- Boule & Bill font la fête (40e anniversaire), 1999[20]
- S.O.S planète, 2008
- Compil nonos de neige / Roba. Marcinelle : Dupuis, 11/2010, 48 p.  (ISBN 978-2-8001-4846-5)

#### Une extraordinaire aventure de Boule & Bill
Bill a disparu !, 1990 - première parution en album, initialement fourni en supplément du journal de Spirou en 1979. Cet album collaboratif ne comporte que 2 pages par Roba : la première et la dernière. D'autres dessinateurs ont réalisé le contenu de l'album, un peu selon le principe du jeu du cadavre exquis : une trame initiale seulement était prévue, avec chacun des auteurs libre de ses choix. On dénombre parmi les participants à la première édition :
- Dupa : Cubitus se déguise en enquêteur, et flanque le feu au jardin de Sémaphore. Les signaux de fumée ne sont pas perdus par tout le monde.
- Tibet : Kid Ordinn lit des signaux de fumée un peu bizarres. Kid croit que (Chick) Bill a disparu, et lance un télégramme.
- Deliège : Bobo tente de s'évader en creusant un tunnel avec Bill Lechien (un autre détenu) mais le télégramme met la prison en alerte.
- Jannin : la taupe Augraphie est surprise par des bruits de pioche en sous-sol (le gag sera repris plus tard sans les éléments de continuité dans la republication des démêlés d'Arnest Ringard et d'Augraphie). Les aboiements de douleur d'Arnest sont retransmis sur ondes courtes.
- Will : Tif teste un récepteur à ondes courtes, et reçoit un étrange message en morse constitué d'aboiements canins : s'engage une course-poursuite de Tif et Tondu avec un hélicoptère qui semble être la source des émissions. Ne regardant pas où ils vont, ils sautent d'une falaise sur un avion de la B.A.R.D.A.F.
- Walthéry : Natacha doit apporter une rançon pour récupérer Bill. On voit également passer Benoît Brisefer et le Vieux Bleu - ce dernier n'apprécie pas la fausse bombe et le danger pesant sur Bill.
- Jidéhem : le Vieux Bleu vole dans les plumes du pilote de l'hélicoptère pirate ; celui-ci s'écrase, et le pilote vole une voiture. Sophie, qui a tout vu, part à sa poursuite avec l'Œuf et le flanque dans le décor. Le pirate est éjecté mais Sophie récupère la mallette contenant la rançon.
- Conrad et Yann : un détective privé minable utilise son ver de terre pisteur pour retrouver Bill. Il ne trouve qu'un amour à sa mesure.
- Frank Pé : Broussaille achète un cochon (vivant) à un boucher : ce dernier, dont le fils a adopté un hérisson, doit se séparer du cochon pour cause d'incompatibilité d'humeur entre les deux animaux. Après quelques péripéties, le cochon avale un ver de terre pisteur qui avait retrouvé Bill.

Sortis de la continuité décrite ci-dessus, quelques gags indépendants complètent l'album :
- Franquin : la reprise du gag Gaston du cauchemar de Longtarin, dont la dernière case est changée : le parcmètre n'est plus enfoncé dans le sol par une masse, mais reste dressé sur le trottoir, son pied baignant dans une flaque d'urine.
- Jijé : Jerry Spring et Pancho débarquent sur le vieux continent. Pancho ADORE les chiens - mais seulement préparés en sauce par sa grand-mère Kiowa.

Quelques-unes des histoires, ainsi que la couverture (un pastiche par Walthéry, reprenant les héros participant à l'histoire ainsi que d'autres qui n'apparaissaient pas), ont disparu de la réédition de 1990, laquelle utilise un montage de dessins de Roba.

#### Hors série
- Boule & Bill créent une entreprise
- L'Entreprise de Boule et Bill
- L'Entreprise de Boule et Bill en Europe
- Boule et Bill à Novotel
- Boule et Bill en vacances à Novotel
- Boule et Bill + Caroline
- Sabena World AirLines
- Boule et Bill à la montagne
- Boule et Bill à la mer
- Boule et Bill à la campagne
- Quelques gags de Boule et Bill
- Papa, maman, Boule… et moi
- Les Meilleurs Gags de Boule et Bill
- Globe-trotters no 1
- Globe-trotters no 2
- Faut rigoler
- Petites Histoires
- Boule et Bill déboulent (vol. 2) / par Jean Roba. Bruxelles : Dargaud, 05/2008, 46 p.  (ISBN 978-2-8001-4188-6)
- Les copains d'abord (vol. 3) / par Jean Roba. Bruxelles : Dargaud, 05/2008, 46 p.  (ISBN 978-2-8001-4189-3)
- Le rire c'est la santé
- Les Belles Histoires
- Toutou fou !
- Ce cabot de Bill
- Bill, bam, Boule !
- Au fil de l'eau
- À l'école… vite !
- La Mélodie du bonheur
- Bill bisous
- Tous à la plage !
- Tous en vacances
- Boule et Bill et leurs amis
- Croque-jeux
- Best Wouf ! / par Jean Roba et Laurent Verron. Bruxelles : Dargaud, 04/2017, 46 p.  (ISBN 978-2-505-06975-1)

#### Éditions Atlas
- 32 gags hilarants de Boule et Bill - À l’école… vite ! 1999

#### Éditions Mediatoon
- Collection Wakatoon : Boule et Bill - La bonne cachette et autres histoires / Collectif. 2019.  (ISBN 2-490711-00-8)

### Revues
- Boule et Bill magazine : première parution en novembre 2006 avec une sortie toutes les 6 semaines, jusqu'au no 16 en novembre 2008 (dernier numéro)

## Adaptations

### Traduction
Boule et Bill a été adapté en anglais sous le titre de Billy and Buddy par Cinebook :
1. Remember this, Buddy? - Juin 2009 -  (ISBN 978-1-905460-91-5)
2. Bored Silly with Billy - septembre 2010 -  (ISBN 978-1-84918-049-8)
3. Friends First - Juin 2012 -  (ISBN 978-1-84918-124-2)

### Méthode de lecture
Boule et Bill fait l'objet d'une méthode de lecture publiée en 1987 aux éditions Magnard, réalisée par Charles Astruc et Jocelyne Girard  (ISBN 978-2-210-62300-2). Elle a été utilisée en France dans l'enseignement de la lecture au cours préparatoire et reste toujours indiquée dans certaines académies.

### Dessins animés
- 1975 : Boule et Bill, série de dessin animé réalisée par Ray Goossens.
- 2005 : Boule et Bill, série de dessin animé réalisée par Francis Nielsen.
- 2015 : Boule et Bill, série de dessin animé réalisée par Philippe Vidal.

### Films
En 2013, Boule et Bill, film en réel écrit et réalisé par Alexandre Charlot et Franck Magnier, avec Marina Foïs et Franck Dubosc dans les rôles de parents de Boule et Charles Crombez dans le rôle de Boule.
En 2017, la suite : Boule et Bill 2.

### Jeux vidéo
- 2004 : Boule et Bill : Au voleur ! (PC)
- 2005 : Boule et Bill à la rescousse ! (PC)
- 2006 : Boule et Bill : Boule a rétréci ! (PC)
- 2008 : Boule et Bill : Vive les vacances ! (Nintendo DS)